# SBB-CFF-FFS

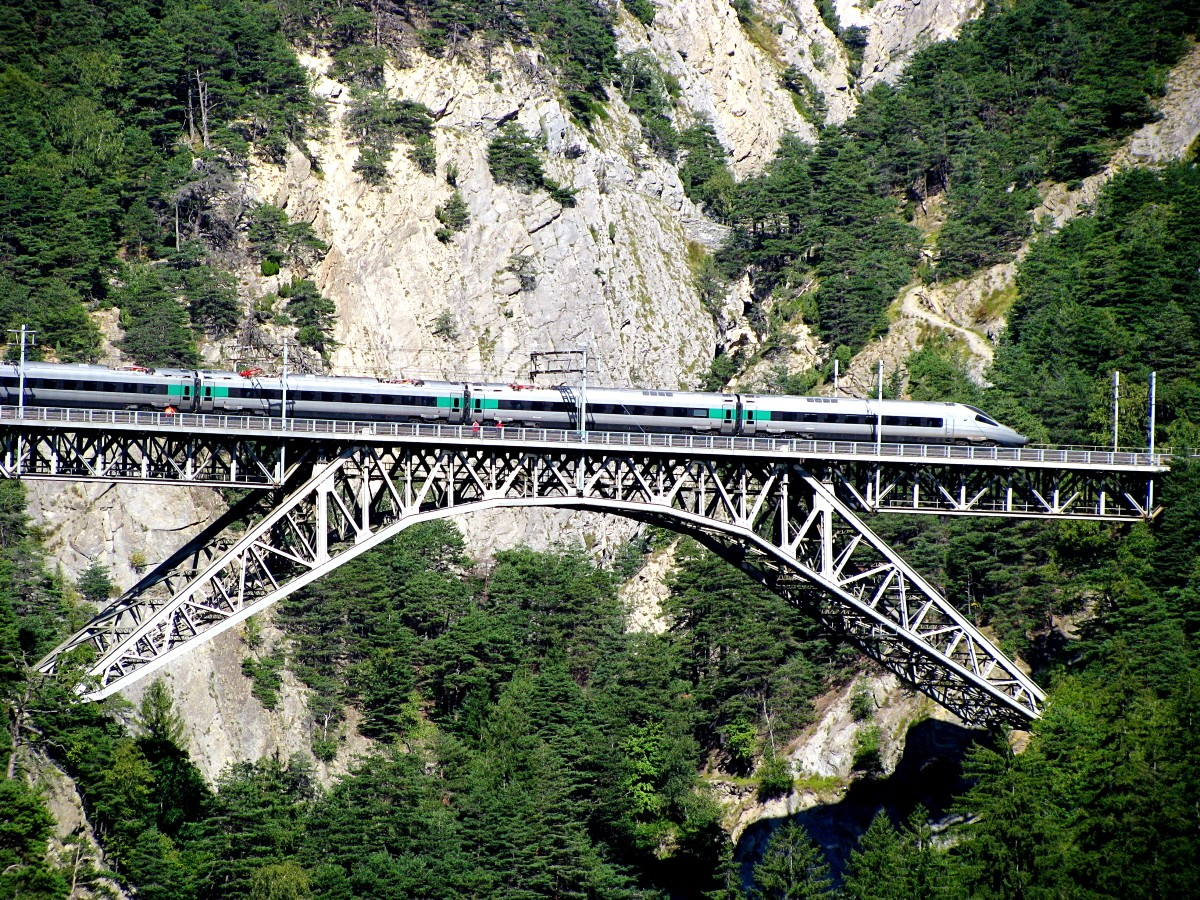
Garnitură ETR 610 pe linia de cale ferată Berna-Lötschberg-Simplon

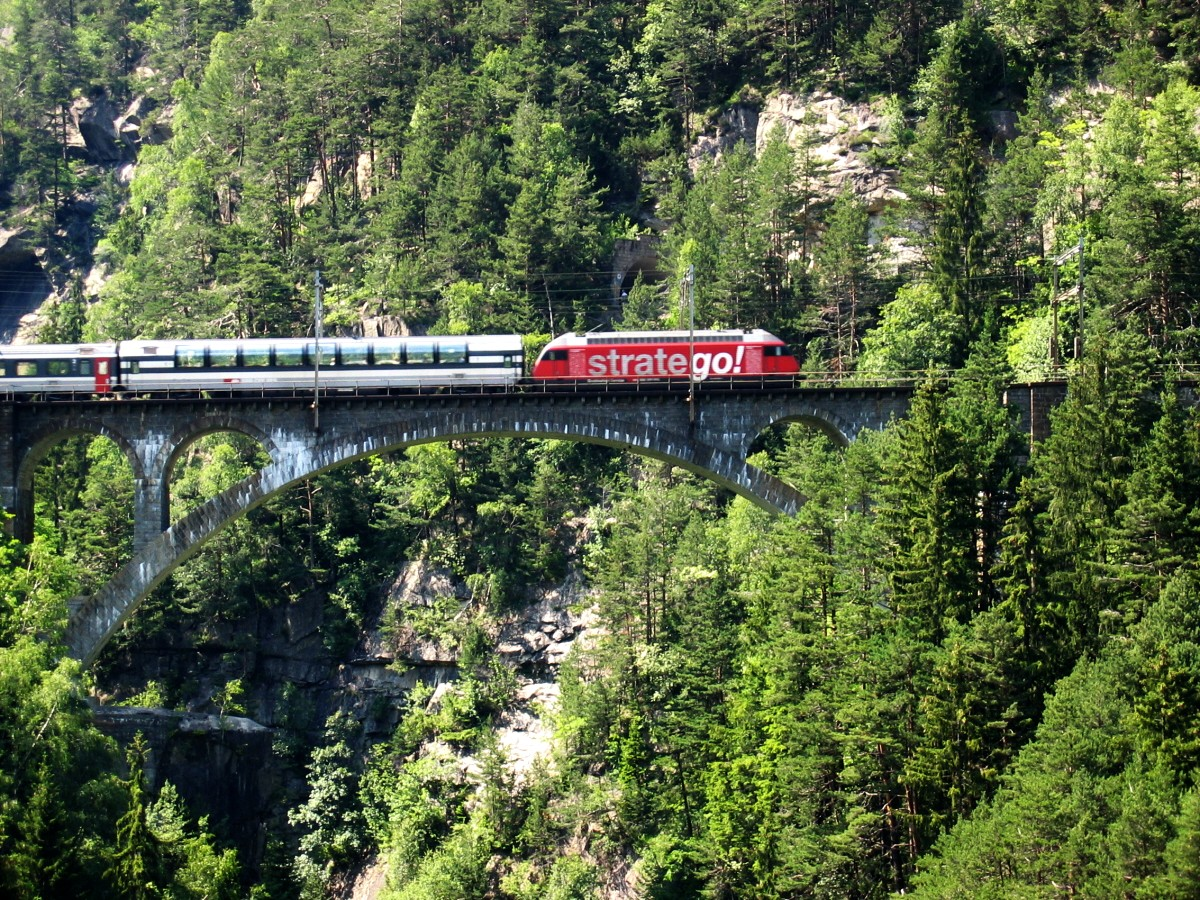
InterCity pe linia Gotthard

Căile Ferate Elvețiene (germană: Schweizerische Bundesbahnen; franceză: Chemins de fer fédéraux suisses; italiană: Ferrovie federali svizzere; retoromană: Viafiers federalas svizras; abrevierile VFS (retoromană) și SFR (engleză) nu sunt folosite în mod oficial) este compania națională de transport feroviar a Elveției, cu sediul central în Berna. Inițial o companie cu capital integral de stat, începând cu 1999 aceasta a devenit o corporație specială listată la bursă, toate acțiunile fiind deținute de Confederația Elvețiană sau de cantoanele elvețiene. La sfârșitul lui 2006, corporația a fost preluată de către Andreas Meyer de la CEO-ul precedent, Benedikt Weibel.
Căile Ferate Elvețiene sunt împarțite în trei diviziuni și două grupe:
- Transport de pasageri
- Transport de marfă (SBB Cargo AG)
- Infrastructură
- Imobiliare
- Servicii de bază (financiare, resurse umane)